# Élections législatives tibétaines de 1982
Les Élections législatives tibétaines de 1982 furent les huitièmes élections de la démocratie tibétaine.
La 8e Assemblée tibétaine, élue le 2 septembre 1982, qui siégea jusqu'au 1er septembre 1987, compte 12 membres.

## Liste des parlementaires de la8eAssemblée tibétaine
| Nombre (et position) | Membre                                                                 | Corps électoral ou tradition |
| -------------------- | ---------------------------------------------------------------------- | ---------------------------- |
| 1                    | Lha-gyari Trichen Namgyal Gyatso                                       | nommé                        |
| 2 Président          | Taklung Nyima Sangpo                                                   | nyingmapa                    |
| 3 Vice-président     | Ghajang Lobsang Choeden                                                | gelugpa                      |
| 4                    | Tritu Gyalsey Trulku                                                   | sakyapa                      |
| 5                    | Choeying Gyaltsen (disparu, remplacé par Jarsang-ling Tsewang Namgyal) | kagyupa                      |
| 6                    | Jadur Sonam Sangpo                                                     | bön                          |
| 7                    | Kongpo Nyang-gya Lobsang Rabgye                                        | Ü-Tsang                      |
| 8                    | Ngari Dakpa Namgyal                                                    |                              |
| 9                    | Jaghoe-tsang Dhonyoe                                                   | Kham (Dhotoe)                |
| 10                   | Lungkhar Ngawang Tashi                                                 |                              |
| 11                   | Bha Mangra Tenpa,                                                      | Amdo (Dhomey)                |
| 12                   | Ladrang Lobsang Tinley                                                 |                              |